# 紫光集団
清華紫光集団（せいかしこうしゅうだん、中国語: 清華紫光集團、英語: Tsinghua Unigroup）は、中国の半導体メーカー。英語名称は「清華大グループ」の意である。

## 概要
清華大学系の半導体関連企業グループであり、ソリューションサービスの清華同方、ケミカルの清華誠志などとともに清華グループの中核をなす。
中国の大手半導体メーカーであった武漢新芯集成電路製造(XMC)を前身とする長江メモリ、2009年に破綻したドイツの半導体大手キマンダの西安工場を継承した西安華芯半導体を前身とする西安紫光国芯半導体(紫光国芯、Unigroup Guoxin)などを傘下に持ち、中国で半導体メモリを製造している。また、スマホ用SoC大手の紫光展鋭、ITサービスなどを手がける紫光股份なども傘下に持つ。
2009年以降、紫光集団に出資した健坤投資集団の趙偉国が紫光集団の董事長となり、趙の持つ豊富な人脈を生かして国家開発銀行など中国の政府系金融機関から巨額の資金を調達し、買収や設備投資を積極的に展開していたが、急激な経営拡大がたたり、2020年11月以降に複数回のデフォルトを起こし、2021年7月に企業破産法を申請。北京市第1中級人民法院（日本の地方裁判所に相当）の管理下に入り、裁判所と債権者集団の監督の下で再建を進めている。
なお、紫光集団は形式的には清華大学傘下の持株会社である清華ホールディングスの傘下にあったが、実際は中国の不動産王である趙偉国会長が2022年まで経営を握っていた。無謀な事業拡張によって紫光集団が2021年に破綻した後も、趙会長が経営を握り続け、裁判所が指名した紫光の管財人および債権者委員会と対立していたが、趙会長は2022年2月に退任。2022年7月、趙・前董事長は不適切な利益移転の疑いで当局に身柄を拘束された。
2022年7月には投資ファンド主導で経営陣が刷新され、経営再建が開始されたが、一方で、半導体事業への参入を目指す台湾・鴻海グループが出資の意向を示している。

## 沿革
1988年、紫光集団の前身である、清華大学科技開発総公司が創設され、1993年には、これが清華紫光総公司と改称された。2009年に大幅な増資と再編が行われ、株式の51％を清華大学傘下の清華控股有限公司、49%を民間企業である健坤集団が保有する形となった。
2014年、紫光集団は、いずれも半導体メーカーであるRDAマイクロエレクトロニクスと展訊通信を、合わせて16億ドルで買収した。同年9月には、この買収の結果を受けて、インテルがこの2社の株式の20％を15億ドルで取得した。
2015年5月、ヒューレット・パッカードが、中国におけるデータ・ストレージやサーバの事業の51％を、23億ドルで紫光集団に売却して、H3Cという名称の合弁企業を設立し、8千人の雇用再編を行なった。同年7月、紫光集団は、マイクロン・テクノロジに230億ドルでの買収を持ちかけたが、これは拒まれた。また、台湾のTSMCとMediaTekの25%の株式取得を計画するも台湾政府に阻まれた。同年9月、紫光集団は、紫光股份を通して、ウェスタン・デジタルの株式の15％を37.8億ドルを出資し筆頭株主となったが、米政府の審査が下りず中止された。翌10月、紫光集団は、台湾の企業である力成科技を6億ドルで買収し、11月に韓国のSKハイニックスにも株式の15～20%を取得する買収を持ちかけるも拒まれた。同年12月、紫光集団は、台湾の南茂科技 (ChipMOS Technologies) とシリコンウェア・プレシジョン・インダストリーズの株式の25％を合わせておよそ29億ドルで取得した
2016年7月、中国最大の国有半導体メーカ―である武漢新芯集成電路製造 (武汉新芯集成电路制造、XMC)」の株式の過半を取得した。同年9月、紫光集団は、南京にウェスタン・デジタルとの合弁会社、紫光西部数拠有限公司を設立した。2016年から2020年にかけて、紫光集団は、フラッシュメモリの大規模製造事業所を中国に数カ所建設すべく投資するとしており、総額は数百億ドル規模に上るものと見込まれている。武漢市では、NAND型フラッシュメモリ工場の建設が進められており、フラッシュメモリを発明したかつての東芝の技術者も協力している。
2019年11月、エルピーダメモリの元社長坂本幸雄を紫光集団の高級副総裁および日本子会社の最高経営責任者（CEO）に起用することを発表した。
2020年年6月末時点で1566億元の有利子負債を抱え、うち5割強が1年以内に返済期限を迎える。20年1～6月期は33億元の最終赤字と、資金流出に歯止めがかかっていない。2020年11月、私募債が一部債務不履行に陥り、他の社債や傘下企業の株価も大きく下落した。